# Friedrich Aichstetter

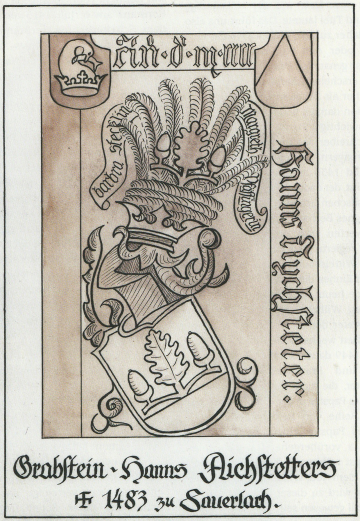
Das Wappen der Aichstetter in der Pfarrkirche St. Andreas zu Sauerlach (Tuschzeichnung des Rotmarmor-Grabsteins).

Friedrich Aichstetter (* unbekannt; † 5. Mai 1463), auch Friedrich der Aichstätter, Fridericus Aichstätter, Friedrich Eichstätter oder Friedrich von Aychsteter, war ein bayerischer Ministerialer, der seit 1421 in der Kanzlei der bayerischen Herzöge tätig war. Eine wichtige Rolle spielte er, als ihn Herzog Ernst von Bayern-München nach dem Tod Agnes Bernauers zu Kaiser Sigismund von Luxemburg schickte, damit dieser Herzog Albrecht III besänftige. Überdies erwarb er sich große Verdienste um die Entwicklung des Ortes Sauerlach in Oberbayern.

## Herkunft des Geschlechts
Der Aufstieg des Geschlechts der Aichstetter geht mit einem generellen Einflussgewinn des niederen Adels in der zweiten Hälfte des 14. Jahrhunderts einher. Die damaligen Vehikel für sozialen Aufstieg waren primär militärische Funktionen und der Beamtendienst. Zumindest letzterer ermöglichte es auch Familien des niederen Adels, wie den Aichstettern, ihr Einkommen aufzubessern, ihren adligen Status darzustellen und ihn zu stabilisieren.
Die genaue Herkunft der Aichstetter ist jedoch unbekannt. Belegt ist, dass ein Dietrich Aichstetter 1393 als Richter in Vohburg an der Donau tätig war. Überdies erwarb ein Friedrich Eichstätter († 1412) ab etwa 1396 kontinuierlich Grundbesitz in der Gegend um Parsberg, so etwa die jetzige Einöde Kellerhof. Außerdem errichtete er in Herrnried das gleichnamige Schloss. 1434 bezeugt ein Achatz Aichstetter einen Brief von Heinrich von Freyberg. Jener Achatz ist 4 Jahre später als Ungelter in Bad Aibling tätig.

## Wirken

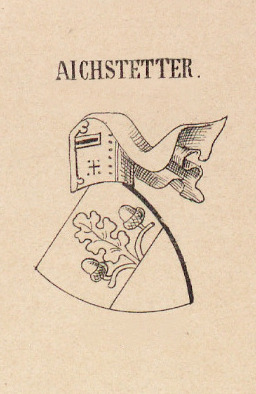
Das Wappen der Aichstetter bei Johann Siebmacher.

Sowohl Geburtsort wie auch Geburtsdatum von Friedrich Aichstetter sind nicht bekannt. Auch wenn es nicht zu belegen ist, ist bei den höheren Schreibern der bayerischen Herzogskanzlei in der Regel eine universitäre Bildung vorauszusetzen.

### Diplomatische Verbindungen zum Kaiserhof
Aichstetter verfügte über gute diplomatische Verbindungen an den Hof des römisch-deutschen Königs und späteren Kaisers Sigismunds von Luxemburg. Dafür spricht, dass ihm Sigismund auf dem Konzil zu Basel ein Wappen verlieh: Zwei Eicheln mit einem Eichenblatt – gelb – in schwarzem Feld auf roten Halbrund stehend.
Überdies wurde ihm am 29. September 1431 die Espanmühle nahe der freien Reichsstadt Kaufbeuren als Reichslehen verliehen, die durch den kinderlosen Tod des Ritters Bartholomäus Fraß an das Reich heimgefallen war. Doch der Rat der Stadt Kaufbeuren erhob Ansprüche auf die Mühle, so dass der schwäbische Landvogt Jakob I. Truchsess zu Waldburg-Trauchburg als Vermittler angerufen werden musste. Anscheinend widersetzte sich der Rat von Kaufbeuren dem Vermittlungsversuch zunächst, denn am 8. Oktober 1431 gebot Kaiser Sigismund der freien Reichsstadt ausdrücklich, auf dem angesetzten Gerichtstag zu erscheinen. Mit Erfolg, denn im April des Jahres 1432 einigte man sich schließlich darauf, dass Aichstetter die ihm verliehene Mühle auf dem Espan als Reichslehen an die Stadt Kaufbeuren verkaufte.
Mutmaßlich mit dem Erlös dieses Verkaufs erwarb Friedrich Aichstetter ein Jahr später von der Benediktinerabtei St. Blasius zu Admont einige Güter in Sauerlach, die er im Folgenden durch weitere Erwerbungen von der Benediktinerabtei Tegernsee in Unterhaching (Haching), Pullach (Puelach) und Oberbiberg (Piburg) abrundete. 1434 wurde er von Herzog Ernst mit dem Tafernrecht in Sauerlach belehnt. Überdies pflegte Aichstetter gute Beziehungen zu den umliegenden Klöstern, bei deren Urkunden er häufig als Siegler auftrat.

### Vermittlung im Falle Agnes Bernauer

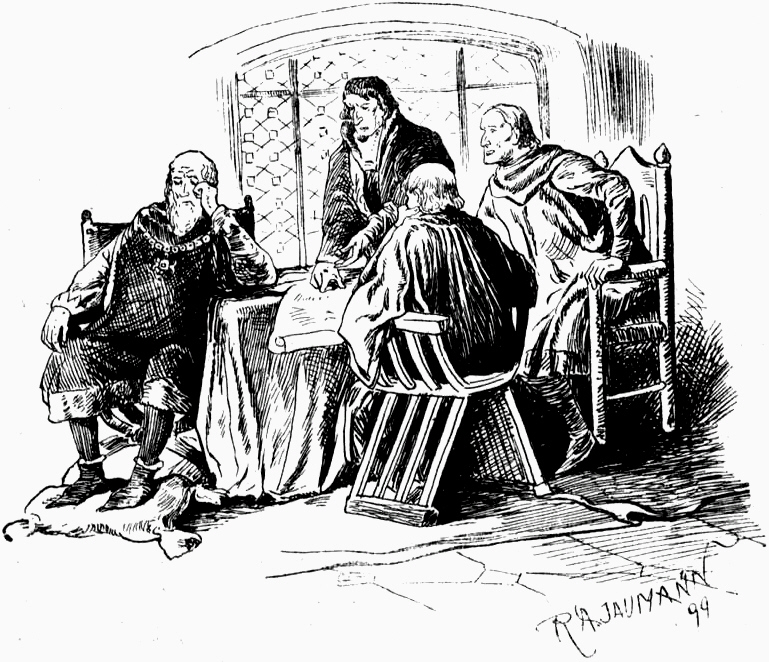
Herzog Ernst mit seinen Räten Friedrich Aichstetter, Georg von Gundelfingen und Heinrich Nothafft von Wernberg (Zeichnung von R. A. Jaumann, entstanden 1899).

Friedrich Aichstetter war seit etwa 1421 als Geheimschreiber in der Kanzlei der Münchner Herzöge tätig. Aichstetters Stellung war derjenigen des Kanzlers Willhems III. sehr nahe; 1433 wird er wie dieser als herzoglicher Sekretär bezeichnet, anschließend sogar einmal als Kanzler. Vermutlich war seine spezielle Aufgabe diejenige des Archivars.

Nach dem Tod Herzog Wilhelms III. war Aichstetter eine wichtige Verbindung zu Kaiser Sigismund: Bereits im Oktober 1435 war er über drei Wochen lang in einer Mission Herzog Ernsts beim Kaiser. Er sollte dort um Unterstützung gegen den Sohn Ernsts Herzog Albrecht III. bitten. Bei dieser Gelegenheit sollte Aichstetter den zuvor erfolgten politischen Mord an Agnes Bernauer in für Herzog Ernst günstiger Weise darstellen. So heißt es in der damaligen Instruktion für Aichstetter: 
„Item wie sie sich mit Herbigkeit gen den Sohn und umb das Gloz Straubingen gehalten hat, weiß Aichstetter wohl zu sagen...Das Weib war so in Poshait verhartet, dass sie den Herzog Ernst nit als ihren Richter und Herrn halten wollt, da sie selbst Herzogin zu sein angab. Und das erboste Herzog Ernsten wider so, dass er das Weib und das sie seinem Sun so hart und streng gewesen, dass mit wenigen Worten nit aussprechen konnt, es sei auch sein Sun in dreien oder vier Jahren nie recht fröhlich gewesen, er hab auch seines Suns Leben vor ihr besorget, dazu was ihm auch wahre Kundschaft kömen, dass sie ihm auch den älteren Sun seines Bruders wollt vergeben haben. Und da sich die Sach also in Poshait verlängert und darin kein Ablassen verstunden und je langer, je mehr Übels daraus ging, hat er dasselbig Weib ertränken lassen.“
Aichstetters Fürsprache bei Kaiser Sigismund war erfolgreich. Dieser konnte Herzog Albrecht III. überzeugen, als reuiger Sohn in die Arme seines Vaters zurückzukehren, nachdem die Stadt München ihm einen sicheren Geleitbrief ausgestellt hat.

### Weitere Karriere in der Kanzlei der Bayerischen Herzöge
Aichstetters Kanzleilaufbahn war damit jedoch noch nicht beendet, denn im Jahre 1437 siegelte er als vice cancellarius eine Urkunde der Herzoginwitwe Margarete von Kleve. Vereinzelt wird Aichstetter in dieser Zeit auch als Kanzler genannt. Man wird der Wahrheit wohl ziemlich nahe sein, wenn man an eine Aufteilung der Geschäfte zwischen Herzog Ernsts Kanzler Oswald Tuchsenhauser und Aichstätter in der Form denkt, dass Tuchsenhauser die inneren, Aichstätter die äußeren Geschäfte führte. Das würde den Titel des Vizekanzlers erklären, der in der Geschichte der Münchner Herzogskanzlei sonst nicht üblich war.
Nach dem Tod Herzog Ernsts wirkt Friedrich Aichstätter von 1439 bis 1441 als Landrichter in Burghausen und Wolfratshausen, wo er auch Gericht über Herzog Ludwig VII. sprach. Ab 1442 war er als Landschreiber Albrechts III. in Oberbayern tätig. Zwischen 1443 und 1460 wurde er schließlich zum Herzoglichen Rat ernannt. Aus dem aktiven Ratsdienst schied er jedoch Ende August 1458 aufgrund „Leibsblödigkeit“ – also wegen Magenbeschwerden – aus. Er bezog jedoch weiterhin seinen Jahressold und stand in Einzelfällen beratend zur Seite. Von dieser Möglichkeit machten im Jahr 1460 noch die Herzöge Johann und Sigismund Gebrauch und zogen Aichstätter jeweils zu Hofgerichtssitzungen heran.
In der Klosterkirche zu Tegernsee stiftete Friedrich Aichstetter in den Jahren 1459 und 1461 je ein Glasfenster, die die Wappen der Aichstetter trugen. Friedrich Aichstetter hatte seinen Edelsitz an Stelle des Alten Sedlmairhofs (abgebrochen im Jahr 1922) in Sauerlach, wo er seit 1452 „aus Gnaden“ auch das Dorfgericht innehatte. Ursprünglich hatte ihm Kaiser Sigismund auch die Hofmarksrechte zu Sauerlach verliehen, dies wurde von den bayerischen Herzögen jedoch nicht bestätigt. Darüber hinaus verdankt Sauerlach den Aichstettern u. a. die Ausmauerung eines etwa 40 Meter tiefen Dorfbrunnens, der 1465 vollendet wurde, sowie die Schenkung von Wald- und Ackerflächen.
Friedrich Aichstetter verstarb am 5. Mai 1463 und wurde wohl im Franziskanerkloster in München begraben.

## Privates und Stammfolge
Friedrich Aichstetter war mit Catharina Türndl zu Schaltdorf verheiratet. Mit ihr hatte er zwei Kinder:
- Magdalena († 1473) ⚭ Hans Widerspacher aus Finsing
- Hans I. († 1483) ⚭ Margaretha Pfäffinger aus Isen; bzw. in zweiter Ehe: ⚭ Barbara Stöckl aus Tegernsee
  - Jörg
  - Anna
  - Sigmund († 1512) ⚭ Susanne Widerspacher aus Finsing
    - Hans II. († 1528) ⚭ Christine von Pienzenau aus der Umgebung von Weyarn († wohl um 1534)

  - Amaley ⚭ Augustin Fürrer zu Aschbach
  - Konrad
  - Christoph

## Nachwirkungen

Das Wappen der Gemeinde Sauerlach erinnert an die Aichstetter.

Ein weiterer bedeutender Aichstetter war Sigmund Aichstetter. Er heiratete im Jahr 1490 Susanna Widerspacher aus Finsing. 1495 erhielt dieser von Herzog Albrecht IV. das Umgelt zu Sauerlach. Im Jahre 1505 war Sigmund Aichstetter Teilnehmer der Landschaftsversammlung anlässlich des Reichstags, der mit dem Kölner Schiedsspruch den Landshuter Erbfolgekrieg beendete. Überdies war Sigmund von 1496 bis 1512 für das Kloster Tegernsee Richter zu Holzkirchen und von 1501 bis 1512 Landrichter in Wolfratshausen. Die herausragende Stellung Sigmund Aichstetters beweist seine Teilnahme an einem Schiedsgericht im Jahre 1506, das den Konflikt lösen sollte zwischen dem gemeinen Adel und dem höheren – dem Turnieradel, der um seine Privilegien fürchtete. Nach dem Absterben der Eglinger erhielt er im Jahre 1511 das Erbschenkenamt der Fürstabtei Tegernsee. Sigmund Aichstetter verstarb wahrscheinlich um das Jahr 1512. Mit dem Tod seines Sohnes Hans II., selbst Landrichter zu Bad Tölz, verliert sich die Spur der Aichstetter um das Jahr 1534, als Christine von Pienzenau, die Witwe von Hans II., die verbliebenen Besitztümer an Herzog Wilhelm IV. verkaufte:

„Ich, Christina geboren von Pienntzenau, weilennd Hannsens Aychsteters von Sauerlach seligen elichen gelassen Witib bekenn für mich und all mein erben hiemit offenlich und thue kundh meniglich, das ich in meiner notturft nach umb meines meren und pressern nutz willen, auch nach Rat des ersamen weisen Mathesen Kirchmaier, des Rats und burgers zu München, alls meines hierinn erpeten Anweisers und beystand, aufrichtiglich alls aines redlichen ewigen und durchgenden Kaufsrechts ist, verkauft hab und hiemit wissentlich wollbedächtlich und in craft dieses briefs zu kauffen gib dem durchleuchtigen hochgebonnen fürsten und Herrn, Herrn Willhelmen, pfallzgraven bey Rhein Hertzogen in Obern- und Nidernbairn etc etc ... nemblich meinen Sitz alls Haus und Stadl zu Saurlach, sambt dem großen Annger (gegenüber) auch ainundzwainzig Joch ackhers in die drei Velder, auch Holzmarch und Voglhert, zum Sitz gehörig. Dartzue die Tafern daselbs sambt dem Garten hinten dran und zwelf Jochart ackhers darein gehörig. Mer zwar tagwerch wesmad am Vorst (gen Puelach) zway tagwerch wismad (in den Willdengassen) und ain tagwerch wismad im Mitterveld. Daneben die Vogtey zu Saurlach bei dem Hannsen Schleher, die Vogtey Finsingen bey dem Fingenauer, die Vogtey zu Harthausen bei dem Zellermair auf dem Obermair daselbs, alles und jedes mit seiner ein- und zugehörung... Dan der Hochgedacht mein gnediger Herr mir darum sibenthalbhundert guldin Reinisch ...und dazue auf mein ains leibs lebtag und nur länger Jerlich zweyunddreißig guldin und 4 schäffel traits leibgeding...“

## Widmung
Aufgrund der Verdienste für den Ort Sauerlach trägt die Grundschule den Namen Friedrich-von-Aychsteter-Grundschule Sauerlach. Überdies ist in der Gemeinde eine Straße nach den Aichstettern benannt.